# Adlai E. Stevenson
Adlai Ewing Stevenson I (23. oktober 1835 – 14. juni 1914) var uddannet jurist og praktiserede som advokat fra 1858, til han i 1868 blev indvalgt som repræsentant for Illinois i Kongressen. I 1892 blev han valgt som den 23. vicepræsident i USA i Grover Clevelands anden periode som præsident.
Adlai Ewing Stevenson I var bedstefar til Adlai Ewing Stevenson II, som var USAs FN-ambassadør og demokraternes kandidat til præsident i 1952 og 1956.